# Žan Košir
Žan Košir (Kranj, 11 de abril de 1984) é um snowboarder esloveno.
Košir foi medalhista de bronze do slalom gigante paralelo e no slalom gigante medalha de prata nos Jogos Olímpicos de Inverno de 2014, em Sóchi. Nos Jogos Olímpicos de Inverno de 2018, em Pyeongchang, conquistou mais uma medalha de bronze no slalom gigante paralelo.